# Sei Nazioni 2002
Il Sei Nazioni 2002 (in inglese 2002 Six Nations Championship; in francese Tournoi des Six Nations 2002; in gallese Pencampwriaeth y Chwe Gwlad 2002) fu la 3ª edizione del torneo annuale di rugby a 15 tra le squadre nazionali di Francia, Galles, Inghilterra, Irlanda, Italia e Scozia, nonché la 108ª in assoluto considerando anche le edizioni dell'Home Nations Championship e del Cinque Nazioni.
Noto per motivi di sponsorizzazione come 2002 Lloyds TSB Six Nations a seguito di accordo di partnership commerciale con la banca Lloyds TSB, si tenne dal 2 febbraio al 7 aprile 2002 e fu l'ultima edizione con tale sponsor, che per cinque edizioni di torneo gli aveva dato il proprio nome; dalla stagione successiva e per 15 edizioni consecutive lo sponsor fu Royal Bank of Scotland.
Ad aggiudicarsi la vittoria finale del torneo fu la Francia, al suo 21º titolo (13º indiviso) e, nell'occasione, anche al suo primo Grande Slam nell'era del Sei Nazioni e settimo complessivo.
La chiave di volta del torneo dei francesi fu la vittoria interna 20-14 sui campioni uscenti dell'Inghilterra; grazie a tale affermazione, infatti, i bianchi di Clive Woodward furono staccati in classifica e, pur vincendo gli ultimi due incontri, non riuscirono a riprendere la nazionale d'Oltremanica.
L'Italia, che proprio nell'ultima giornata di torneo ancora a zero vittorie ospitava gli inglesi, fu da essi sconfitta 9-45 e chiuse il suo secondo Sei Nazioni consecutivo senza punti; a seguito di tale ulteriore whitewash, la F.I.R. decise l'esonero del C.T. della nazionale, il neozelandese Brad Johnstone.

## Nazionali partecipanti e sedi
| Squadra     | Città       | Impianto interno   |
| ----------- | ----------- | ------------------ |
| Francia     | Saint-Denis | Stade de France    |
| Galles      | Cardiff     | Millennium Stadium |
| Inghilterra | Londra      | Twickenham         |
| Irlanda     | Dublino     | Lansdowne Road     |
| Italia      | Roma        | Stadio Flaminio    |
| Scozia      | Edimburgo   | Murrayfield        |

## Risultati

### 1ª giornata
| Arbitro: | Alan Lewis |

|                                             |      |                             |
| Traille 40+1’ Betsen 80+4’                  | mt   |                             |
| Merceron 40+1’                              | tr   |                             |
| Merceron 8’, 36’, 40’, 40+4’, 44’, 59’, 76’ | c.p. | 3’, 10’, 21’, 26’ Domínguez |

| Arbitro: | Steve Walsh |

|           |      |                                             |
|           | mt   | 5’, 13’ J. Robinson 49’ Tindall 80+6’ Cohen |
| Hodge 27’ | tr   | 13’, 49’ Wilkinson                          |
|           | c.p. | 65’ Wilkinson                               |

| Arbitro: | Pablo de Luca |

|                                                                |      |                |
| Murphy 5’, 47’ O’Connell 25’ Hickie 74’ Gleeson 75’ O’Gara 79’ | mt   | 63’ S. Jones   |
| Humphreys 5’, 47’ O’Gara 75’                                   | tr   | 63’ S. Jones   |
| Humphreys 13’, 20’, 35’, 40’, 52’, 58’                         | c.p. | 80+4’ S. Jones |

### 2ª giornata
| Arbitro: | David McHugh |

|                                           |      |                                        |
| C. Quinnell 10’ Budgett 60’ K. Morgan 79’ | mt   | 27’, 35’ Marsh 43’ Rougerie            |
| S. Jones 10’, 60’, 79’                    | tr   | 35’, 43’ Merceron                      |
| S. Jones 1’, 29’, 33’, 38’                | c.p. | 5’ Traille 22’, 40’, 48’, 70’ Merceron |
|                                           | drop | 30’ Merceron                           |

| Arbitro: | Peter Marshall |

|                                                                   |      |                   |
| Wilkinson 22’ Cohen 25’ W. Greenwood 32’, 56’ Worsley 39’ Kay 44’ | mt   | 59’ O’Gara        |
| Wilkinson 22’, 25’, 32’, 39’, 44’, 56’                            | tr   |                   |
| Wilkinson 11’                                                     | c.p. | 9’, 28’ Humphreys |

| Arbitro: | Kelvin Deaker |

|                                |      |                               |
|                                | mt   | 73’ Townsend 79’ Laney        |
|                                | tr   | 73’, 79’ Laney                |
| Domínguez 11’, 25’, 40+4’, 46’ | c.p. | 20’, 27’, 33’, 53’, 62’ Laney |

### 3ª giornata
| Arbitro: | André Watson |

|                               |      |                               |
| Merceron 11’ Harinordoquy 18’ | mt   | 40+5’ J. Robinson 80+5’ Cohen |
| Merceron 11’, 18’             | tr   | 40+5’ Wilkinson               |
| Merceron 36’, 59’             | c.p. | 42’ Wilkinson                 |

| Arbitro: | Chris White |

|                                                                       |      |                               |
| C. Morgan 2’ D. James 12’ R. Williams 45’ S. Quinnell 52’ Marinos 55’ | mt   | 21’ Checchinato 74’ Mazzariol |
| S. Jones 2’, 12’, 45’, 52’, 55’                                       | tr   | 21’ Pez 74’ Peens             |
| S. Jones 19’, 25’, 37’                                                | c.p. | 6’ Pez 32’ Peens              |

| Arbitro: | Nigel Whitehouse |

|                                                  |      |                                 |
| O’Driscoll 25’, 39’, 79’ Horgan 33’ Easterby 64’ | mt   | 70’ Leslie                      |
| Humphreys 33’, 39’ O’Gara 79’                    | tr   | 70’ Laney                       |
| Humphreys 1’, 50’, 53’, 59’                      | c.p. | 10’, 14’, 22’, 40+3’, 45’ Laney |

### 4ª giornata
| Arbitro: | Rob Dickson |

|                                          |      |                                   |
| Kelly 39’, 48’ Hickie 77’                | mt   | 54’ Ma. Bergamasco 80+5’ De Carli |
| O’Gara 39’                               | tr   | 54’, 80+5’ Domínguez              |
| Humphreys 5’, 12’, 17’, 61’ O’Gara 40+5’ | c.p. |                                   |
|                                          | drop | 44’ Peens                         |

| Arbitro: | Andy Cole |

|                                                               |      |            |
| W. Greenwood 10’ Wilkinson 42’ Luger 65’, 67’ Stimpson 80+11’ | mt   | 72’ Harris |
| Wilkinson 10’, 42’, 65’, 67’, 80+11’                          | tr   | 72’ Harris |
| Wilkinson 22’, 37’, 54’, 80+1’                                | c.p. | 29’ Harris |
| Wilkinson 3’                                                  | drop |            |

| Arbitro: | Alain Rolland |

|             |      |                            |
| Redpath 55’ | mt   | 17’, 42’ Marsh 47’ Galthié |
| Laney 55’   | tr   | 17’, 47’ Merceron          |
| Laney 7’    | c.p. | 32’ Merceron               |

### 5ª giornata
| Arbitro: | Paddy O’Brien |

|                                              |      |          |
| Betsen 3’, 57’ Brusque 27’, 79’ Rougerie 31’ | mt   | 11’ Wood |
| Merceron 3’, 31’                             | tr   |          |
| Merceron 14’, 24’, 39’, 49’ Gelez 78’        | c.p. |          |

| Arbitro: | Joël Jutge |

|                                 |      |                                 |
| R. Williams 46’                 | mt   | 20’, 29’ Bulloch                |
| S. Jones 46’                    | tr   | 29’ Laney                       |
| S. Jones 9’, 15’, 17’, 63’, 78’ | c.p. | 40’, 60’, 76’, 80’, 80+3’ Laney |

| Arbitro: | Mark Lawrence |

|                        |      |                                                                           |
|                        | mt   | 9’, 68’ W. Greenwood 25’ Cohen 37’ J. Robinson 60’ Dallaglio 80+4’ Healey |
|                        | tr   | 9’, 25’, 37’, 68’, 80+4’ Wilkinson 60’ Dawson                             |
| Domínguez 6’, 45’, 52’ | c.p. | 3’ Wilkinson                                                              |

## Classifica
| Pos | Squadra     | G | V | N | P | PF  | PS  | DP   | Pt |
| --- | ----------- | - | - | - | - | --- | --- | ---- | -- |
| 1   | Francia     | 5 | 5 | 0 | 0 | 156 | 75  | +81  | 10 |
| 2   | Inghilterra | 5 | 4 | 0 | 1 | 184 | 53  | +131 | 8  |
| 3   | Irlanda     | 5 | 3 | 0 | 2 | 145 | 138 | +7   | 6  |
| 4   | Scozia      | 5 | 2 | 0 | 3 | 91  | 128 | −37  | 4  |
| 5   | Galles      | 5 | 1 | 0 | 4 | 119 | 188 | −69  | 2  |
| 6   | Italia      | 5 | 0 | 0 | 5 | 70  | 183 | −113 | 0  |